# Gymnosphaera subbipinnata
Gymnosphaera subbipinnata là một loài thực vật có mạch trong họ Cyatheaceae. Loài này được (Copel.) Copel. mô tả khoa học đầu tiên năm 1947.